# Voyage d'agrément de Beaune à Autun
Le Voyage d'agrément de Beaune à Autun est un récit de Xavier Forneret publié à Dijon en septembre 1851, imprimé par la Veuve Noëllat à 150 exemplaires.

### Éditions modernes
- Xavier Forneret, Voyage d'agrément de Beaune à Autun, Saint-Seine-L’Abbaye, Éditions de Saint-Seine-l’Abbaye, Jean-Paul Michaut, 1984, 28 p., avec une préface de Tristan Maya.
- Xavier Forneret, Écrits complets : (1836-1880) – Aphorismes, contes et récits, roman, vie quotidienne, édité par Bernadette Blandin, vol. 2, Dijon, Les Presses du réel, février 2013, 800 p. (ISBN 978-2-84066-488-8).
- Xavier Forneret, Caressa suivi de Le Diamant de l'herbe, Voyage d'agrément de Beaune à Autun, Éditions Jalon (https://editions-jalon.fr), 2021, 130 p. (ISBN 978-2-491-06825-7).

### Analyse
- Tristan Maya, X. F. humoriste noir blanc de visage, Saint-Seine-L’Abbaye, Éditions de Saint-Seine-l’Abbaye, Jean-Paul Michaut, 1984, 200 p. (ISBN 2-86701-045-4)
- Jacques-Rémi Dahan, L'Homme Noir et ses livres : Réflexions sur la production librariale de Xavier Forneret, en marge des Écrits complets, tome II, Dijon, Les Presses du Réel, 2013, 795 p. (ISBN 978-2-84066-488-8), p. 769-785.